# École des jeunes de langues
L’École des jeunes de langues est un établissement français de formation d'interprètes des langues pratiquées dans l'empire ottoman, existant entre 1669 et 1873.
L'école a été créée le 18 novembre 1669 par un arrêt du Conseil du roi pris sur le rapport du contrôleur général des finances, Colbert, relayant une demande de la chambre de commerce de Marseille.
L'école reprend un modèle vénitien, la Scuola dei Giovani della Lingua, créé en 1551 à Constantinople et est confiée aux Capucins du couvent Saint-Louis de Péra établis près de l'ambassade. En 1700, les Jésuites du Collège Louis-le-Grand à Paris reçurent la charge de former aux langues occidentales des jeunes provenant de l'empire Ottoman, surnommés "Arméniens" pour qu'ils deviennent ensuite interprètes au service de la France. La tentative fit long feu et en  1721, la classe de Paris devint une classe préparatoire ouverte aux élèves français avant qu'ils soient envoyés à Constantinople pour achever leur formation. 
Ils étaient souvent fils de diplomates ou commerçants français établis dans l’Empire ottoman. La formation est fondée sur l'apprentissage du turc, mais aussi du grec et de l'italien et plus tard de l'arabe et du persan, avec des résultats variés et difficiles à apprécier.
L'école, avec ses deux classes, est maintenue sous la Révolution et réorganisée par Talleyrand en 1802. La classe de Constantinople disparait avec l'incendie du quartier de Péra en 1831 et en 1873, l’École des jeunes de langues est absorbée par l'École spéciale des Langues orientales (fondée en 1795, aujourd'hui Institut national des langues et civilisations orientales).

## Exemples de jeunes de langues
- Jean-Baptiste Adanson (1732–1804)
- Alexandre Deval (1716–1771)
- Charles Deval (1806–1862)
- Constantin Deval (1767–1816)
- Charles Fonton (1725–1793)
- Charles Ledoulx (1844–1898), consul de France à Jérusalem de 1885 à 1893